# West Layton
West Layton – wieś w Anglii, w hrabstwie North Yorkshire, w dystrykcie (unitary authority) North Yorkshire. Leży 75 km na północny zachód od miasta York i 349 km na północ od Londynu.